# Aderaeon hamatum
Aderaeon hamatum är en stekelart som beskrevs av Dmitriy R. Kasparyan 1971. Aderaeon hamatum ingår i släktet Aderaeon och familjen brokparasitsteklar. Inga underarter finns listade i Catalogue of Life.